# 陳嗣元
陳嗣元（1567年—？），字承一，號成所，南直隶松江府青浦县民籍，華亭縣人。明朝政治人物。

## 生平
万历十九年（1591年）辛卯科应天府乡试举人，二十六年（1598年）戊戌科进士，礼部觀政，授任工部主事，三十一年管杭州抽分厂，三十二年升员外郎，次年告病。三十六年复除员外郎，次年升郎中，三十八年三月升江西布政司參議，四十年五月以病致仕。

## 家族
曾祖父陳凝；祖父陳天俸；父陳珍，恩例訓導。兄陳夢庚，萬曆二年甲戌進士。